# Yelm
Yelm je město v okrese Thurston v americkém státě Washington. Roku 2010 zde žilo 6 848 obyvatel, město bylo dokonce v prvním desetiletí nového tisíciletí 10. nejrychleji rostoucí obcí ve státě Washington.

## Historie
Název města pochází z jazyka Pobřežních Sališů, kteří jím nazývají fatu morgánu. Prérii, která město obklopuje, dříve obýval indiánský kmen Nisquallyjců, kteří ji využívali jako pastviny pro své koně. První permanentní evropské osídlení oblasti přišlo roku 1853, kdy se zde usadili kolonisté Společnosti Hudsonova zálivu s ovcemi. James Longmire, jeden z prvních osadníků na místě, uvedl, že jim „společnost dala instrukce, neosazovat území severně od řeky Nisqually, a tak jeho skupina našla pěkné místo na zdejší prérii. V tu dobu byla prérie pokrytá trávami, protékal tudy vodní tok, jehož břehy pokrývaly keře a celou scénu přehlížela velká zasněžená hora, která by zaujala kdejakého umělce. Prérií probíhala stáda jelenů.“
V roce 1873 dorazila do města železnice Northern Pacific Railway, která přinesla také rozkvět, když město našlo způsob, jak vyvážet své zemědělské a dřevařské produkce. Ekonomická základna města byla ještě zvětšena, když zde byl roku 1916 postaven zavlažovací systém, což z města udělalo centrum pro pěstování fazolí, okurek a plodů.
V prosinci 1924 bylo město oficiálně začleněno, avšak následující Velká hospodářská krize znemožnila další rozkvět a způsobila bankrot zdejší zavlažovací společnosti.

## Ekonomika
Z větší části se jedná o rezidenční obec, kde bydlí lidé, kteří pracují v nedalekých větších městech Tacoma, Olympia a Centralia. Díky nedaleké vojenské základně Lewis-McChord zde žije také velký počet vojenských příslušníků a jejich rodin. Severozápadně od města se nachází Ramthova škola osvícení, která se rozkládá na 320 000 m² rozlehlém kampusu a věnuje se mysticismu a parapsychologii.

## Parky a rekreace
V roce 1950 dostalo město od Chucka a Wilmy Demichových svůj městský park. Nachází se na křižovatce Washington State Route 507 a Mossman Avenue a má velikost zhruba jednoho městského bloku. Nachází se zde kuchyně, toalety, dětská hřiště, skatepark, piknikové stoly a softballové hřiště. Každý rok se zde konají různé městské slavnosti, jako jsou Prérijní dny, Vánoce v parku, Den rodinné zábavy, Velikonoční hledání vajec nebo městský autosalon.
Ve městě se nachází rovněž Úpravna vody třídy A, která je částí státního distribučního systému. Upravuje se zde odpadní voda, která se pak využívá buď k zavlažování zemědělské půdy nebo k podpoře vysychajících vodních toků. Dále je využívána pro údržbu 32 000 m² rozlehlého Cochranova parku, kde se nachází rybník s pstruhy duhovými přístupný rybářům, kteří ale musí ulovené ryby vrátit zpět do vody.

## Vláda
Kontrolu nad městem má městská rada a starosta, kterým je nyní Ron Harding, a to od roku 2006. Nyní je ve svém druhém volebním období, které skončí roku 2014.

## Demografie
Z 6 848 obyvatel, kteří zde žili roku 2010, tvořili 82 % běloši, 3 % Afroameričané a 2 % Asiaté. 9 % obyvatelstva bylo hispánského původu.
Zdejší školní obvod obsahuje jedinou střední školu, a to Yelm High School.